# کازویا ناکای
کازویا ناکای (انگلیسی: Kazuya Nakai; ۲۵ نوامبر ۱۹۶۷ – ) صداپیشگی در ژاپن اهل ژاپن بود. وی از سال ۱۹۹۵ میلادی تاکنون مشغول فعالیت بوده‌است.
از فیلم‌ها یا برنامه‌های تلویزیونی که وی در آن نقش داشته‌است می‌توان به شبح درون پوسته: فیلم جدید اشاره کرد.